# Tirunesh Dibaba
Tirunesh Dibaba (Bekoji, Arsi; 1 de junio de 1985) es una atleta etíope especialista en carreras de larga distancia, que ganó los 10 000 en los Juegos Olímpicos de Londres 2012, así como 5000 y los 10 000 en los Juegos Olímpicos de Pekín 2008 y fue plusmarquista mundial de 5000 metros hasta el año 2020 con 14:11.15, marca lograda en Oslo en 2008.

## Biografía
Tirunesh Dibaba procede de una familia muy atlética. Es prima de la bicampeona olímpica Derartu Tulu y hermana de la subcampeona olímpica Ejegayehu Dibaba y la campeona mundial Genzebe Dibaba.
Nació y se crio en la región etíope de Arsi, una zona situada a gran altitud y de donde proceden la mayoría de corredores etíopes que ha destacado a nivel mundial.
En el año 2000 se desplazó a vivir a la capital Adís Abeba, y con solo 14 años comenzó su carrera atlética. Su primer gran evento fueron los Campeonatos del Mundo de Edmonton de 2001, donde con sólo 15 años finalizó quinta en los 5000 metros.
Su primer gran triunfo lo consiguió en los Mundiales de París en 2003, donde ganó el oro de los 5000 metros en un apretado sprint con la española Marta Domínguez (plata) y la keniana Edith Masai (bronce).
Su actuación en los Juegos Olímpicos de Atenas 2004, donde ganó el bronce de los 5000 m, fue considerada por muchos una decepción, ya que partía como favorita. Finalmente el triunfo fue para su compatriota Meseret Defar, mientras que segunda fue la keniana Isabella Ochichi. Sin embargo, con solo 19 años, Tirunesh era la medallista olímpica más joven en la historia de Etiopía.
Su primer gran éxito llegó al año siguiente en los Campeonatos del Mundo de Helsinki 2005, donde hizo un histórico doblete ganando los 5000 y los 10 000 metros, la primera mujer que lo conseguía en unos mismos campeonatos. En los 10 000 metros la corredoras etíopes hicieron el triplete, al conseguir con Tirunesh el oro, su hermana Ejagayehu el bronce y Berhane Adere la plata. Días después, en la final de los 5000 metros, las etíopes volvieron a copar el podio, con la hermanas Dibaba repitiendo oro y bronce, y Meseret Defar llevándose la plata.
En los Campeonatos del Mundo de Osaka 2007 obtuvo el oro en los 10 000 metros de forma épica, pues sufrió una caída a media carrera y corrió buena parte de la misma en solitario hasta contactar con el grupo. Fue secundada en el podio por la turca Elvan Abeylegesse y la estadounidense Kara Goucher.
El 6 de junio de 2008 estableció en la Reunión de Oslo de la Golden League un nuevo récord mundial de 5000 metros con un tiempo de 14:11.15, mejorando en cinco segundos la plusmarca que en esta misma pista había logrado su compatriota Meseret Defar.
El 3 de agosto de 2012 ganó la medalla de oro en los 10 000 metros de los Juegos Olímpicos de Londres 2012. Una semana después ganó la medalla de bronce en los 5 000 metros.
El 11 de agosto de 2013 consiguió su tercer oro mundial en los 10 000 metros del Campeonato Mundial de Atletismo de 2013 celebrado en Moscú.
En 2014 debutó en la maratón, terminando tercera en la maratón de Londres. A finales de ese año anunció su próxima maternidad, por lo cual no competiría durante la temporada 2015.
En 2016 volvió a la pista, aunque perdió la primera carrera de 10 000 de toda su carrera al acabar tercera en los trials etíopes. En la final olímpica de ese año también consiguió el bronce, pese a conseguir su mejor marca personal, en una carrera en la que la vencedora, Almaz Ayana, batió el récord mundial de los 10 000 metros.
En 2017 volvió a disputar la maratón de Londres, quedando segunda en esta ocasión tras Mary Jepkosgei Keitany, quien también batió el récord mundial para la maratón exclusivamente femenina (Paula Radcliffe siguió teniendo el récord absoluto, conseguido en una carrera mixta). En el campeonato mundial alcanzó la plata en su carrera de 10 000, de nuevo por detrás de Almaz Ayana. En el mes de octubre, ganó su primera gran maratón en Chicago.
Además de sus triunfos en la pista, hay que destacar sus logros en el Campeonato Mundial de Campo a Través, donde fue campeona del mundo junior en 2003 en Lausanne. Ya en categoría absoluta, en 2005 ganó tanto el cross corto (de 4000 m) como el largo (de 8000 m) en los mundiales de Saint-Étienne; tan solo Sonia O'Sullivan, en 1998, había conseguido el doblete. Volvió a ganar la carrera larga en los mundiales de 2006 y 2008.
La cualidad que más destaca en Tirunesh Dibaba es su velocidad final en las carreras. Normalmente no suele liderar el grupo hasta que llega la última vuelta, donde al sprint resulta casi imbatible. En la final de 10 000 m de los mundiales de Helsinki 2005 hizo la última vuelta en solo 58,33 segundos.

## Marcas personales
- Aire libre

- 3000 metros - 8:41,86 (Bruselas, 30-08-2002).
- 5000 metros - 14:11,15 (Oslo, 06-06-2008) RM
- 10 000 metros - 29:42,56 (Rio, 12/08/2016).

- Pista cubierta

- 3000 metros - 8:33,37 (Boston, 26-01-2007).
- 5000 metros - 14:27,42 (Boston, 27-01-2007) RM

## Palmarés
- Mundiales París St Denis 2003 - 1.ª en 5000 m (14:51,72).
- Mundiales cross-country Bruselas 2004 - 2.ª en cross corto
- Juegos Olímpicos Atenas 2004 - 3.ª en 5000 m (14:51,83).
- Mundiales cross-country St Etienne 2005 - 1.ª en cross largo, 1.ª en cross corto
- Mundiales Helsinki 2005 - 1.ª en 5000 m (14:38,59), 1.ª en 10 000 m (30:24,02).
- Mundiales cross-country Fukuoka 2006 - 1.ª en cross largo
- Mundiales Osaka 2007 - 1.ª en 10 000 m (31:55.41).
- Juegos Olímpicos Pekín 2008 - 1.ª en 5000 m (15:41.40), 1.ª en 10 000 m (29:54.66).
- Juegos Olímpicos Londres 2012  - 2.ª en 5000 m (15:05.15), 1.ª en 10 000 m (30:20.75).

| Predecesora: Meseret Defar | Campeona Olímpica de 5000 metros Pekín 2008               | Sucesora: Meseret Defar |
| Predecesora: Xing Huina    | Campeona Olímpica de 10000 metros Pekín 2008-Londres 2012 | Sucesora: Almaz Ayana   |